# Pałac Eltham
Pałac Eltham (ang. Eltham Palace) – była rezydencja królewska w Londynie, obecnie zamieniona na muzeum.
Pierwszy Pałac Eltham został wzniesiony w 1305 na polecenie króla Edwarda II. Według jednej z legend związanych z ustanowieniem Orderu Podwiązki, to właśnie w Eltham miała miejsce słynna zabawa z udziałem Edwarda III, która dała początek temu odznaczeniu. Henryk IV uważał pałac za swą ulubioną rezydencję i aby uhonorować Manuela II Paleologa, który na przełomie lat 1400 i 1401 jako jedyny w historii cesarz Bizancjum odwiedził Wyspy Brytyjskie,  tu właśnie przygotował dla niego londyńską kwaterę. W latach 70. XV wieku Edward IV rozbudował pałac o tzw. Wielką Salę (Great Hall). Z kolei w latach 30. XVII wieku, gdy pałac był już rzadko używany przez rodzinę królewską, został użyczony na londyńską rezydencję Antoona van Dycka. Budynek uległ bardzo poważnym zniszczeniom w czasie wojny domowej – poza Wielką Salą, zachowało się z niego bardzo niewiele.
Przez kolejne blisko 300 lat pozostałości pałacu tkwiły w zapomnieniu - nie rozebrano ich, ale nie podjęto także odbudowy pałacu. Dopiero w 1933 posiadłość kupił zamożny przemysłowiec Sir Stephen Courtauld, który odrestaurował Wielką Salę oraz dobudował do niej nową część, stanowiącą jeden z najpiękniejszych na terenie Londynu przykładów architektonicznego art déco. Tak powstał „nowy” Pałac Eltham. Gmach stanowił rodzinną siedzibą Courtauldów do 1944, kiedy to przenieśli się do Szkocji. W marcu 1945 budynek zaczął być wykorzystywany przez szkolnictwo wojskowe, które używało go aż do 1992.  
W 1995 budynek przejęło English Heritage, państwowa instytucja zajmująca się zarządzaniem najcenniejszymi zabytkami. Po czteroletniej renowacji, w 1999 Eltham zostało otwarte na nowo jako muzeum. Budynek jest także wynajmowany na potrzeby produkcji telewizyjnych, konferencji, a nawet wesel.